# Néant-sur-Yvel
Néant-sur-Yvel (tiếng Breton: Neant) là một xã ở tỉnh Morbihan trong vùng Bretagne tây bắc Pháp. Xã này có diện tích 32,3 km², dân số năm 1999 là 851 người. Khu vực này có độ cao từ 37-150 mét trên mực nước biển.
Cư dân của Néant-sur-Yvel danh xưng trong tiếng Pháp là Néantois.